# 4790 Petrpravec
4790 Petrpravec este un asteroid din centura principală, descoperit pe 9 august 1988, de Eleanor Helin.